# مکانیک کوانتومی تصادفی
مکانیک کوانتومی تصادفی (یا تفسیر تصادفی) یک تفسیر از انواع تفسیرهای مکانیک کوانتومی است.
کاربرد مدرن تصادفی بودن در مکانیک کوانتومی شامل فرض فضا زمان تصادفات است، این ایده که ساختار فضا زمان در مقیاس‌های کوچک در حال نوسانات متریکی (metric) و توپولوژیکی است (کف کوانتومی جان آریچیبالد ویلر). تعبیر تصادفی از مکانیک کوانتومی ناشی از نوسان مداوم خلاء است. ایده اصلی این است که خلاء یا نوسانات فضایی دلیل مکانیک کوانتومی است و نه نتیجه آن درحالی که معمولاً نوسانات کوانتومی را نتیجه مکانیک کوانتومی در نظر می‌گیرند.

## مکانیک تصادفی
نخستین نظریه تصادفی نسبتاً منسجم در مورد مکانیک کوانتومی توسط فیزیکدان مجارستانی امری فینیس ارائه شد وی توانست نشان دهد معادله شرودینگر را می‌توان به عنوان نوعی معادله نفوذ برای یک فرایند مارکوف درک کرد.
شاید معروف‌ترین نظریه ای که مکانیک کوانتومی برای توصیف یک فرایند تصادفی ذاتی استفاده می‌شود توسط ادوارد نلسون مطرح شده‌است و مکانیک تصادفی نامیده می‌شود. این نیز توسط Davidson, Guerra, Ruggiero و دیگران توسعه یافته‌است.

## الکترودینامیک تصادفی
مکانیک کوانتومی تصادفی می‌تواند در زمینه الکترودینامیک نیز اعمال شود و  الکترودینامیک تصادفی (SED) نامیده می‌شود. SED تفاوت زیادی با الکترودینامیک کوانتومی (QED) دارد اما با این وجود قادر است برخی از اثرات خلاء الکترودینامیکی را در یک چارچوب کاملاً کلاسیک حساب کند. در الکترودینامیک کلاسیک فرض بر این است که در صورت عدم وجود هیچ منبعی، هیچ زمینه ای نیز وجود ندارد، در حالی که در SED فرض می‌شود که به دلیل انرژی نقطه صفر، همیشه یک میدان کلاسیکی به‌طور دائم در نوسان وجود دارد. تا زمانی که این زمینه در معادلات ماکسول صدق کند، هیچگونه مغایرت قبلی با این فرض وجود ندارد. از زمانی که Trevor W. Marshall این ایده را مطرح کرد است، به شکل قابل توجهی مورد توجه گروه کوچک اما فعالی از محققان قرار گرفته‌است.